# Walter Scott
Sir Walter Scott, 1. baronet (født 15. august 1771, død 21. september 1832) var en skotsk forfatter, der skrev historiske romaner. Mest kendt er romanen Ivanhoe, der er filmatiseret adskillige gange. 
Han studerede kunst og jura på University of Edinburgh. Han fik fem børn med Charlotte Charpentier.
Walter Scott var advokat, dommer, vicesherif og administrator (clerk) ved Skotlands højesteret.
I Princes Street Gardens i Edinburghs New Town blev Scott Monument opført i 1844 til minde om forfatteren.

## Værker

### Romaner
Waverley-romanerne er titlen på en lang serie af romaner, som Scott skrev og udgrav fra 1814 til 1832, og har sit navn fra den første roman, Waverley. Følgende er en kronologiske oplistning titler i serien:
- 1814: Waverley
- 1815: Guy Mannering
- 1816: The Antiquary
- 1816: The Black Dwarf og Old Mortality eller The Tale of Old Mortality – 1. bind i underserien Tales of My Landlord
- 1817: Rob Roy
- 1818: The Heart of Mid-Lothian – 2. bind i underserien, Tales of My Landlord
- 1819: The Bride of Lammermoor og A Legend of Montrose eller A Legend of the Wars of Montrose – 3. bind i underserien Tales of My Landlord
- 1819 (dateret 1820): Ivanhoe
- 1820: The Monastery
- 1820: The Abbot
- 1821: Kenilworth
- 1822: The Pirate
- 1822: The Fortunes of Nigel
- 1822: Peveril of the Peak
- 1823: Quentin Durward
- 1824: St. Ronan's Well or Saint Ronan's Well
- 1824: Redgauntlet
- 1825: The Betrothed og The Talisman – i underserien Tales of the Crusaders
- 1826: Woodstock
- 1827: Chronicles of the Canongate — indeholder to korthistorier ("The Highland Widow" og "The Two Drovers") og en roman (The Surgeon's Daughter)
- 1828: The Fair Maid of Perth – 2. bind i underserien Chronicles of the Canongate
- 1829: Anne of Geierstein
- 1832: Count Robert of Paris og Castle Dangerous – 4. bind i underserien Tales of My Landlord

Andre romaner:
- 1831–1832: The Siege of Malta – en færdig roman udgivet posthumt i 2008
- 1832: Bizarro – en ufærdig roman udgivet posthumt 2008

### Korthistorier
- 1811: "The Inferno of Altisidora"
- 1817: "Christopher Corduroy"
- 1818: "Alarming Increase of Depravity Among Animals"
- 1818: "Phantasmagoria"
- 1827: "The Highland Widow" and "The Two Drovers" (se Chronicles of the Canongate ovenfor)
- 1828: "My Aunt Margaret's Mirror", "The Tapestried Chamber" og "Death of the Laird's Jock" – fra serien The Keepsake Stories
- 1832: "A Highland Anecdote"

### Poesi
Mange af de korte digte og sange, som Scott udgav, blev oprindeligt ikke korte udgivelser, men en del af hans romaner, dramaer og andet.
- 1796: The Chase, and William and Helen: Two Ballads, translated from the German of Gottfried Augustus Bürger
- 1800: Glenfinlas
- 1802–1803: Minstrelsy of the Scottish Border
- 1805: The Lay of the Last Minstrel
- 1806: Ballads and Lyrical Pieces
- 1808: Marmion: A Tale of Flodden Field
- 1810: The Lady of the Lake
- 1811: The Vision of Don Roderick
- 1813: The Bridal of Triermain
- 1813: Rokeby
- 1815: The Field of Waterloo
- 1815: The Lord of the Isles
- 1817: Harold the Dauntless
- 1825: Bonnie Dundee

### Skuespil
- 1799: Goetz of Berlichingen, with the Iron Hand: A Tragedy – en engelsksproget oversættelse af det tyske skuespil af Johann Wolfgang von Goethe fra 1773 med titlen Götz von Berlichingen
- 1822: Halidon Hill
- 1823: MacDuff's Cross
- 1830: The Doom of Devorgoil
- 1830: Auchindrane

### Faglitteratur
- 1814–1817: The Border Antiquities of England and Scotland – en værk skrevet med Luke Clennell og John Greig hvor Scotts bidrag består af introduktion. Oprindeligt udgivet i 2 bind fra 1814 til 1817
- 1815–1824: Essays on Chivalry, Romance, and Drama – et supplement til 1815–1824 udgaven af Encyclopædia Britannica
- 1816: Paul's Letters to his Kinsfolk
- 1819–1826: Provincial Antiquities of Scotland
- 1821–1824: Lives of the Novelists
- 1825–1832: The Journal of Sir Walter Scott — først udgivet i 1890
- 1826: The Letters of Malachi Malagrowther
- 1827: The Life of Napoleon Buonaparte, Emperor of the French. With a Preliminary View of the French Revolution. Published in 9 volumes.
- 1828: Religious Discourses. By a Layman
- 1828: Tales of a Grandfather; Being Stories Taken from Scottish History – the 1st instalment from the series, Tales of a Grandfather
- 1829: The History of Scotland: Volume I
- 1829: Tales of a Grandfather; Being Stories Taken from Scottish History – the 2nd instalment from the series, Tales of a Grandfather
- 1830: The History of Scotland: Volume II
- 1830: Tales of a Grandfather; Being Stories Taken from Scottish History – the 3rd instalment from the series, Tales of a Grandfather
- 1830: Letters on Demonology and Witchcraft
- 1831: Tales of a Grandfather; Being Stories Taken from the History of France – the 4th instalment from the series, Tales of a Grandfather
- 1831: Tales of a Grandfather: The History of France (Second Series) — ufælrdigt; udgivet 1996